# St. George (Utah)
St. George – miasto w Stanach Zjednoczonych, na granicy stanów Utah i Arizona, siedziba władz hrabstwa Washington, położone nad rzeką Virgin. Jest największym miastem w Utah poza regionem Wasatch Front. Miasto leży w regionie Dixie. Miasto założył mormon Brigham Young, a jego nazwa pochodzi od George’a A. Smitha, jednego z pierwszych mormonów.
W 1953 miasto zostało skażone przez radioaktywny deszcz, który był efektem testów nuklearnych na poligonie Nevada w ramach operacji Upshot–Knothole. W 1954 kręcono tu film Zdobywca, wielu członków ekipy zmarło później na raka.
W mieście znajduje się port lotniczy St. George.